# Anisodactylus discoideus
Anisodactylus discoideus es una especie de escarabajo de tierra del género Anisodactylus, categorizada en la tribu Harpalini, de la subfamilia Harpalinae.

## Distribución
Se distribuye por América del Norte: Estados Unidos y Canadá.

## Taxonomía
Fue descrita por Dejean en 1831.
Tratamiento taxonómico
La especie aparece registrada y publicada en Species général des coléoptères, de la collection de M. le Comte DEJEAN. Tome cinquième. -. viii + 883 pp. (Paris: MÉQUIGNON-MARVIS). (1831).